# BRF Yakal
BRF Yakal là tàu đổ bộ lớp Achelous thuộc biên chế của Hải quân Philippines. Tên gọi bắt nguồn từ Yakal đó là loài đặc hữu của Philippines. Tàu nguyên là USS Satyr (ARL-23) được đóng cho Hải quân Hoa Kỳ trong giai đoạn chiến tranh thế giới thứ hai.

## Phục vụ Hải quân Philippines
Tàu đã nhập biên chế cùng ngày với việc RVNS Vĩnh Long (HQ-802). Được đặt dưới sự giám sát của chính phủ Philippines vào năm 1975 với sự sụp đổ của chính quyền Việt Nam Cộng Hòa và tàu đã được đưa đến Vịnh Subic, Zambales, Philippines. Bởi vì cần có một con tàu sửa chữa trong Hải quân Philippines, con tàu đã được chuyển giao cho Chính phủ Philipin thông qua việc bán tàu quân sự nước ngoài (FMS). Đặt tên BRP YAKAL (ARL-517) là tàu được đưa vào ngày 21 tháng 6 năm 1983 và được đặt dưới sự điều hành của Hải quân Philippines từ 01 tháng 8 năm 1983. Sau đó số thân tàu được thay đổi từ ARL-517 thành ARL-617 và cuối cùng là AD-617. Người chỉ huy đầu tiên của tàu là Victor Salazar.
Tàu bắt đầu chuyến tuần tra đầu tiên của mình ở miền nam Philippines dưới sự chỉ huy Lực lượng Hải quân Philippines vào ngày 02 tháng 11 năm 1983. Ngoài việc là xưởng sửa chữa di động cho các đơn vị của NAVFORSOUTH, tàu đã thực hiện các nhiệm vụ khác. Đáng chú ý, tuần tra đường phân định lãnh hải dọc theo biên giới Philippine-Malaysia trong sự cố Maldanas trong tháng 10 năm 1985, các tàu của Philippines hồi hương từ Indonesia tới Philippines vào tháng năm 1986, nhiệm vụ hỗ trợ cho chuyến thăm Tổng thống Corazon C. Aquino để Jolo và gần đây là vận chuyển 600 Hướng đạo sinh từ thành phố General Santos trong Cuộc họp Giáng sinh Quốc gia BSP vào 11-17 tháng 11 năm 1988, tại thành phố Zamboanga. Các nhiệm vụ khác bao gồm vận chuyển nhân viên, tuần tra chống buôn lậu và như một tàu hậu cần cho các tàu nhỏ. Được ngừng hoạt động vào ngày 7 tháng 6 năm 2001. BRP Yakal bị loại bỏ vào năm 2004.